# Орільський гідрологічний заказник
Орі́льський зака́зник — гідрологічний заказник місцевого значення в Україні. Об'єкт природно-заповідного фонду Харківської області. 
Розташований у межах Берестинського району Харківської області, на південний захід від села Залінійне. 
Площа — 196 га. Статус присвоєно згідно з рішенням облради від 30.10.2001 року. Перебуває у віданні: ПОСП «Рассвєт» — 162,5 га, Малоорчицька сільська рада — 33,5 га. 
Статус присвоєно для збереження невеликих водойм (стариці, заплавні озера) з водно-болотною рослинністю на заплаві річки Оріль.